# C’est pour toi
A C’est pour toi Céline Dion kanadai énekesnő tizedik, francia nyelvű albuma, mely 1985. augusztus 27-én jelent meg Qébecben (Kanada).

## Háttér
A C’est pour toi album 50 000 példányban fogyott, az albumról született azonos című kislemez a 3. helyezésig jutott a québeci listákon. A második, C’est pour vivre című kislemez Franciaországban is megjelent.
Az album egyik dala (Virginie... Roman d’amour) már korábban is megjelent Franciaországban a Les oiseaux du bonheur lemezen, ott Paul et Virginie címmel. Az Elle című dal pedig 1994-ben az énekesnő À l’Olympia élő lemez egyik száma volt, majd 2005-ben a On ne change pas című válogatáslemez bővített kiadásán is megjelent.

## Az album dalai
| #   | Cím                       | Szerző(k)                                    | Hossz |
| --- | ------------------------- | -------------------------------------------- | ----- |
| 1.  | C’est pour toi            | Eddy Marnay, François Orenn                  | 4:07  |
| 2.  | Tu es là                  | Marnay, Paul Baillargeon                     | 2:49  |
| 3.  | Dis-moi si je t’aime      | Marnay, Baillargeon                          | 2:53  |
| 4.  | Elle                      | Marnay, Baillargeon                          | 2:51  |
| 5.  | Pour vous                 | Marnay, Peter Sipos                          | 3:17  |
| 6.  | Les oiseaux du bonheur    | Marnay, André Popp                           | 3:43  |
| 7.  | Avec toi                  | Marnay, Christian Loigerot, Thierry Geoffroy | 3:18  |
| 8.  | Amoureuse                 | Marnay, Baillargeon                          | 3:29  |
| 9.  | Virginie... Roman d’amour | Marnay, Loigerot, Geoffroy                   | 3:23  |
| 10. | C’est pour vivre          | Marnay, Popp                                 | 4:04  |

## Megjelenések
| Terület | Megjelenés          | Kiadó | Formátum        | Katalógusszám |
| ------- | ------------------- | ----- | --------------- | ------------- |
| Kanada  | 1985. augusztus 27. | TBS   | Hanglemez       | TBS 503       |
| Kanada  | 1985. augusztus 27. | TBS   | Compact kazetta | TBS 4503      |

## Fordítás
Ez a szócikk részben vagy egészben  a   C'est pour toi című angol Wikipédia-szócikk ezen változatának fordításán alapul.  Az eredeti cikk szerkesztőit annak laptörténete sorolja fel. Ez a jelzés csupán a megfogalmazás eredetét és a szerzői jogokat jelzi, nem szolgál a cikkben szereplő információk forrásmegjelöléseként.